# Isla hechizada
Isla hechizada es una película en blanco y negro de Argentina que tuvo como título alternativo El río hechizado, dirigida por Adalberto Páez Arenas sobre el guion de Dino Minitti según el argumento de Roberto Tálice y Belisario García Villar que fue producida en 1955 pero cuya filmación iniciada dos años antes debió ser interrumpida en noviembre de 1953 por la inundación del Río Uruguay y nunca fue estrenada comercialmente. Tuvo como protagonistas a Miriam Sucre, Oscar Freyre, Ricardo Lavié y Juan Carlos Barbieri.

## Reparto
- Miriam Sucre
- Oscar Freyre
- Ricardo Lavié
- Juan Carlos Barbieri
- Mora Milton
- Purita Delgui